# キャロン歌の三冠王
『キャロン歌の三冠王 あなたとスターが審査員』（キャロンうたのさんかんおう あなたとスターがしんさいん）は、1965年12月22日から1966年2月2日までNET系列局で放送されていたNETテレビ（現・テレビ朝日）製作の歌謡番組である。その後も1966年2月9日から1966年3月30日まで『のど自慢チャンピオンスカウト』（のどじまんチャンピオンスカウト）と題して放送されていた。

## 概要
視聴者参加型ののど自慢番組。毎回専門家・ゲスト・視聴者の中から選ばれた100人の審査員たちが歌の審査に参加していた。このうちの50人以上から合格点を貰えなかった出場者は失格になるというルールで行われていた。
改題前・改題後ともに、毎週水曜 19:30 - 20:00 （日本標準時）に片倉ハドソンの一社提供で放送されていた。「キャロン」とは、当時片倉ハドソンが手がけていた肌着ブランドの名称である。

## 出演者
- 司会：E・H・エリック
- 審査員：長津義司、小川寛興、戸川昌子